# Tom Chaplin
Thomas Oliver Chaplin (Hastings, Sussex Oriental, 8 de marzo de 1979) es un cantante, músico y compositor británico, conocido por ser el vocalista de Keane.

## Biografía
Tom Chaplin, hijo de David Chaplin y Sally Taylor, comienza sus estudios en la Vinehall School (Robert Sbridge, East Sussex) y los continúa en el internado británico Tonbridge School (Tonbridge, Kent). Al finalizarlos, en 1997, —con 18 años— viaja a Sudáfrica durante un año. A su regreso se une de manera permanente a Keane. Tras su primera actuación, antes de marcharse a Londres para dedicarse a su carrera musical, comienza a estudiar la titulación en Historia del Arte en la Universidad de Edimburgo.
Se define como un trabajador nato, uno de sus rasgos es la timidez, sin embargo, su formación artística hizo que se expresara y tuviese fluidez por medio de las canciones que el pianista Tim Rice-Oxley compone para la banda.
Aunque la banda se ha catalogado en el género pop alternativo, Tom está convencido de que el ritmo y las letras son únicas del rock alternativo y por lo tanto son una banda Música rock alternativo. Algunas de sus referencias musicales son The Beatles, Queen y The Smiths.

## Rehabilitación
En agosto de 2006, Tom ingresó en una clínica de rehabilitación por su adicción a las drogas y al alcohol. El 6 de octubre del mismo año salió de dicha clínica y se recuperó totalmente de su adicción. Keane, por este motivo, pasó uno de los momentos más críticos como banda, cuando Chaplin se recuperó de su adicción, Keane continuó con el "Under The Iron Sea Tour", el cual había sido parado y cancelado algunas fechas. Tom volvió a los escenarios con nueva energía, el pelo corto y muy agradecido a los fans por todo el apoyo que le habían dado cuando pasaba por esos momentos tan difíciles de la recuperación.
Algunas canciones de Under the Iron Sea hacen referencia a este período oscuro de Chaplin: Hamburg song y Broken Toy escritas por Tim Rice-Oxley o Maybe I can change, escrita por el propio Tom.
En el año 2015, Tom entró de nuevo en rehabilitación por su adicción a la cocaína y al alcohol. El mismo declara en una entrevista que estuvo 4 días sin dormir y que estuvo a punto de morír: «Era un desastre, estuve a punto de morir por las drogas», y que su adicción deterioró notoriamente su relación con su mujer Natalie Dive y con su  hija. Él mismo se prometió que si sobrevivía a ese episodio, dejaría las drogas de manera definitiva. Y así fue. 
El 14 de octubre de 2016 lanza su primer álbum solista: The Wave (álbum). En el interior del álbum, se aprecia una foto de él con su hija, y Tom declara lo siguiente: «El álbum realmente cuenta una historia, un viaje de la oscuridad a la luz, y yo quise que cada canción se reflejase en una foto. Trabajé con un fotógrafo muy veterano, que lo hizo. En el caso de la de mi hija, quería contarle mi visión de la vida, que hay momentos brillantes, pero también otros de mierda. No quería contarle que la realidad es solo azúcar, como hacen muchos padres, quería que supiese que también existe la resaca. Pero en esa canción hay algo más. En el primer año de su vida yo realmente no estaba. No era un buen padre para ella, andaba fuera y con mi adicción. Ahora soy mejor y le he hecho una promesa: “Siempre estaré ahí si me necesitas”. Hoy puede confiar en mí por completo. Para mí es importantísimo poder decir algo así».

## Voz
La voz de Thomas Chaplin está considerada como una de las mejores voces masculinas de las últimas décadas. Su registro vocal va desde un G2 (She has no time) hasta un C#5 (Dirtylicious), llegando al A5 en falsete (Under pressure). Esto es, 3 octavas y una nota de registro.
Se ha visto una gran evolución en la voz de Tom Chaplin desde la era de Hopes and Fears 2004 hasta las últimas canciones del nuevo álbum de  Keane Cause and Effect lanzado en 2019. Tom solía cantar los estribillos de Hopes and Fears en un A4 (Somewhere only we know, This is the last time, Bend and Break, We might as well be strangers...). Pero sus notas más altas las encontramos en sus últimos trabajos, y así nos acostumbramos a encontrar más Bb4 en los estribillos (Put it behind you, Perfect Symmetry, Spiralling, Playing along...), B4s (Love is the end, My shadow) y hasta un C5 (Better than this).
Chaplin se siente más cómodo en su registro más alto, es por esto que en algunas canciones en directo como We might as well be strangers, Tim Rice-Oxley sube la melodía un semitono. En los conciertos, tiene plena facilidad en hablar y cantar de un C4 a un G4, por lo que sus notas altas serían, A4, Bb4, B4 y C5. Su voz ha sido comparada múltiples veces con la de Freddie Mercury notándose mucho esta semejanza en las covers de Queen (Another one bites the dust, Under pressure, Bohemian Rhapsody y It's a hard life).

## Vida personal
Está casado con Natalie Dive. Ambos contrajeron nupcias en junio de 2011. El 27 de septiembre de 2013, Tom confirmó a Chris Evans en "Radio BBC 2" que estaban esperando su primera hija nacida en marzo de 2014.
El 22 de marzo de 2014 dio a conocer el nacimiento de su hija, siendo 20 de marzo del año en curso por la mañana. No dio más detalles añadiendo lo orgulloso que se sentía de haberse convertido en padre.
Chaplin decidió realizar un proyecto como solista mientras el grupo Keane tomaba un descanso temporal.
Chaplin es agnóstico y lo ha dado a conocer por medio de sus redes sociales.

## Discografía

### En Solitario
- The Wave (2016)
- Twelve tales of christmas (2017)
- Midpoint (2022)

### Con Keane
Álbumes de estudio
- Hopes and Fears (2004)
- Under the Iron Sea (2006)
- Perfect Symmetry (2008)
- Strangeland (2012)
- ’’Cause and Effect (álbum de Keane)’’(2019)

## Composiciones
Algunas de las canciones que Tom Chaplin ha escrito son:
- " The Silence Of An Alien
- " Call Me What You Like
- " Closer Now // Pattern Of My Life (canción de Annie Lennox)
- " A bad dream (junto a Tim Rice-Oxley).
- " Maybe I Can Change
- " It's over
- " Playing along
- " Emily
- " Rubbernecking